# John Jacobs

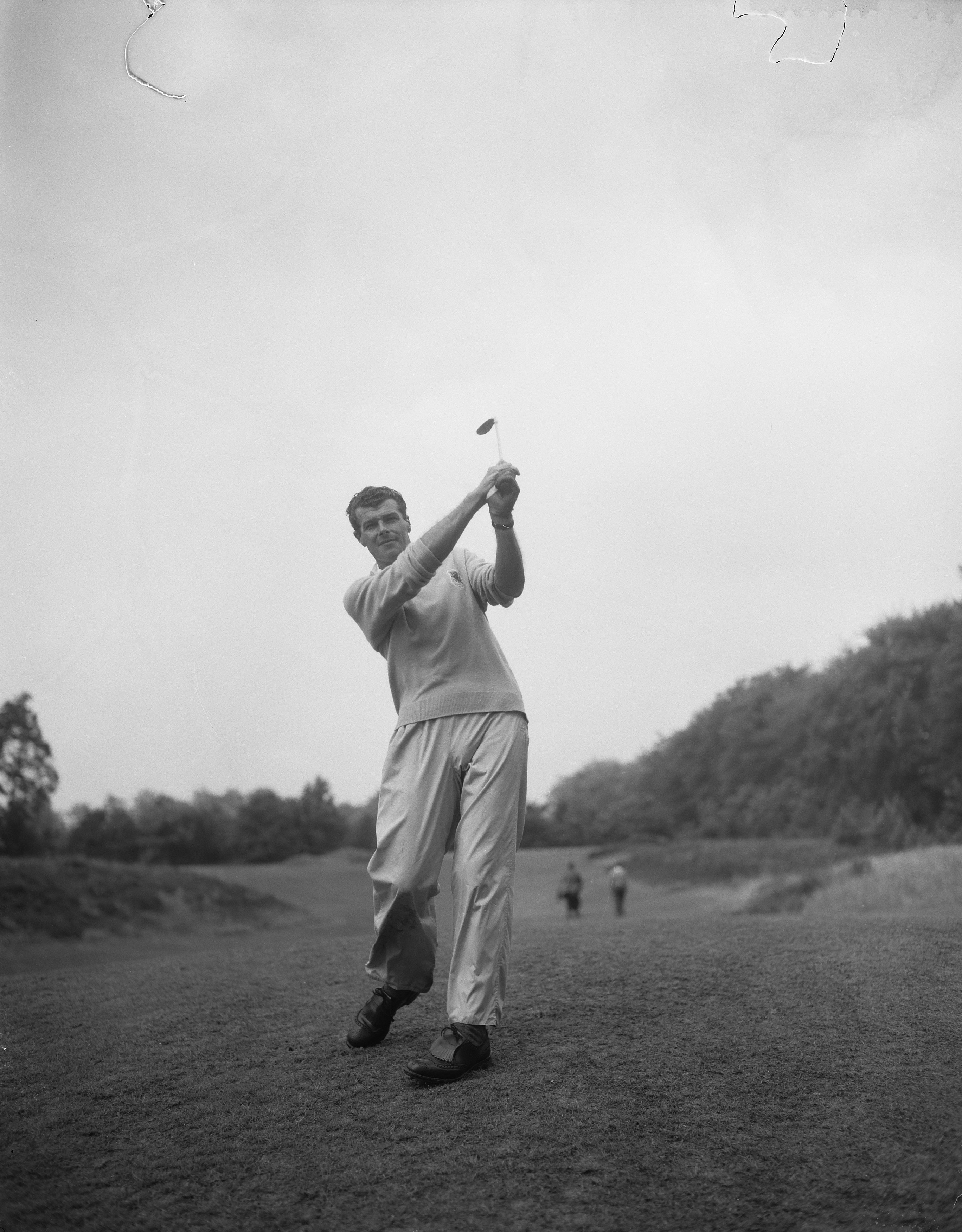
John Jacobs in actie tijdens het Internationale Open golfkampioenschap van Nederland

John Robert Maurice Jacobs (Lindrick, Yorkshire, 14 maart 1925 – 13 januari 2017) was een Brits golfprofessional, coach, ondernemer, schrijver en administrator. Hij werd in 2000 aan de World Golf Hall of Fame toegevoegd.

## Loopbaan

### Als speler
De vader van Jacobs, Bob Jacobs (1880-1934), was eveneens een golfprofessional.
John Jacobs speelde Europese toernooien voordat de Europese PGA Tour bestond. Hij won onder meer het Dutch Open en het Zuid-Afrikaans Matchplay Kampioenschap in 1957 en speelde in 1955 in de Ryder Cup.
In 1971-1975 was hij algemeen toernooidirecteur. Hij was in 1972 medeoprichter van de Europese Tour.

#### Gewonnen
- 1957: Dutch Open, Zuid-Afrikaans Matchplay Kampioenschap (finalist Gary Player)

#### Teams
- Ryder Cup: 1955, 1979 (non-playing captain), 1981 (non-playing captain)

Jacobs speelde alleen het Brits Open.
| Tournament            | 1951 | 1952 | 1953 | 1954 | 1955 | 1956 | 1957 | 1958 | 1959 | 1960 | 1961 | 1962 | 1963 | 1964 |
| --------------------- | ---- | ---- | ---- | ---- | ---- | ---- | ---- | ---- | ---- | ---- | ---- | ---- | ---- | ---- |
| The Open Championship | MC   | T27  | T14  | T20  | T12  | 16   | MC   | MC   | MC   | T32  | T20  | MC   | MC   | MC   |

MC = missed cut

### Als coach
Jacobs was in zijn tijd een van de beroemdste golfcoaches. Hij heeft ook enkele golfbanen ontworpen. Jacobs schreef verschillende boeken over golf, o.m.:
- Practical Golf
- Golf Doctor
- The Golf Swing Simplified
- 50 Years of Golfing Wisdom
- 50 Greatest Golf Lessons Of The Century

In 1979 was hij non-playing captain van het Ryder Cup team. Het was de eerste keer dat er ook continentale spelers meespeelden.